# Карагьоз (село)
 Тази статия е за селото в Гърция.  За вида риба вижте Карагьоз.  
Карагьо̀з или Карагьо̀з кьой (на гръцки: Περίβλεπτο, Перивлепто, катаревуса Περίβλεπτον, Перивлептон, до 1927 година Καραγκιόζ Κιόι) е село в Република Гърция, разположено на територията на дем Бук (Паранести) в област Източна Македония и Тракия.

## География
Селото е разположено на 660 m надморска височина, на 12 km източно от демовия център Бук (Паранести) в планината Коджадаг.

## История

### В Османската империя
Съгласно статистиката на Васил Кънчов („Македония. Етнография и статистика“) към 1900 година Карагьозъ е турско селище. В него живеят 260 турци.

### В Гърция
След Междусъюзническата война в 1913 година Карагьоз попада в Гърция. Според гръцката статистика, през 1913 година в Карагьоз (Καραγκιόζ Κίοϊ) живеят 383 души.
През 1923 година жителите на Карагьоз са изселени в Турция по силата на Лозанския договор. На тяхно място са заселени гърци бежанци. През 1927 година името на селото е сменено от Карагьоз Кьой (Καραγκιόζ Κιόι) на Перивлептон (Περίβλεπτον). До 1928 година в Карагьоз живеят 44 гръцки семейства със 165 души – бежанци от Турция.
От 60-те години започва миграция към големите градове.
Населението произвежда тютюн, жито и други земеделски продукти, като се занимава и със скотовъдство.
| Година    | 1913 | 1920 | 1928 | 1940 | 1951 | 1961 | 1971 | 1981 | 1991 | 2001 | 2011 | 2021 |
| --------- | ---- | ---- | ---- | ---- | ---- | ---- | ---- | ---- | ---- | ---- | ---- | ---- |
| Население | 383  | 319  | 201  | 265  | 221  | 187  | 57   | 21   | 27   | 39   | 8    | 3    |